# Boaz Kiplagat Lalang
Boaz Kiplagat Lalang (Kenia, 8 de febrero de 1989) es un atleta keniano especializado en la prueba de 800 m, en la que consiguió ser subcampeón mundial en pista cubierta en 2010.

## Carrera deportiva
En el Campeonato Mundial de Atletismo en Pista Cubierta de 2010 ganó la medalla de plata en los 800 metros, llegando a meta en un tiempo de 1:46.39 segundos, tras el sudanés Abubaker Kaki y por delante del polaco Adam Kszczot (bronce con 1:46.59 segundos).